# Vremenska karta
Vremenska karta je kartografska ponazoritev vremenskih razmer.
Vremenska prognostična karta, ki jo objavljajo v časopisih v vremenski napovedi, se izdela na podlagi satelitskih slik in podatkov, zbranih v meteoroloških opazovalnicah na kopnem, ladjah in tudi na letalih.